# 达什巴图尔
达什巴图尔（？—1714年），又名达什巴噶尔图、札什巴图尔，藏名札西巴图尔，为固始汗第十子，清朝卫拉特蒙古和硕特部台吉。
固始汗命他和多尔济、伊勒都齐掌管青海右翼。1697年二月，康熙帝亲征噶尔丹，驻守宁夏，他派遣额驸阿剌布坦招抚青海台吉，让他们不要侵扰哈密。十一月，达什巴图尔入京朝觐，康熙封他为和硕亲王。1703年，到西安府朝觐康熙帝，扈从皇帝阅兵。
妻阿尔泰哈屯生子罗卜藏丹津，另有一女阿宝。

## 传記資料
- 《清史稿》